# Hóquei sobre a grama nos Jogos Olímpicos de Verão de 2016
Os torneios de hóquei sobre a grama (português brasileiro) ou hóquei em campo (português europeu) nos Jogos Olímpicos de Verão de 2016, no Rio de Janeiro, foram disputados entre 6 e 19 de agosto de 2016 no Centro Olímpico de Hóquei, localizado no Parque Olímpico de Deodoro. Trezentos e oitenta e quatro atletas, 192 de cada sexo, representaram as 12 equipes de cada uma das competições.

## Formato de disputa
Cada equipe disputou as partidas com onze jogadores e dispuseram de outros cinco reservas.
Na fase preliminar do torneio, as doze equipes de cada torneio foram divididas com base no ranking mundial, em dois grupos de seis equipes. Nesta fase as partidas poderiam terminar empatadas e o vencedor ganhou três pontos, enquanto as equipes que empatassem somavam um ponto cada. As quatro melhores equipes em cada grupo seguiram para as quartas de final.
A partir das quartas de final a competição foi disputada no sistema de chaves (mata-mata), com uma única partida, em que o vencedor seguiu para a próxima fase. Os vencedores da semifinal disputaram a medalha de ouro e os perdedores disputaram a medalha de bronze.
As partidas têm duração de sessenta minutos, divididos em quatro períodos de quinze minutos, com a contagem de tempo interrompida quando a bola não estiver em jogo. É permitido o uso de vídeo para confirmação de lances duvidosos. Em caso de empate, a partir das quartas de final, há uma disputa de chutes a gol, com as equipes se alternando até desempatar.

## Eventos

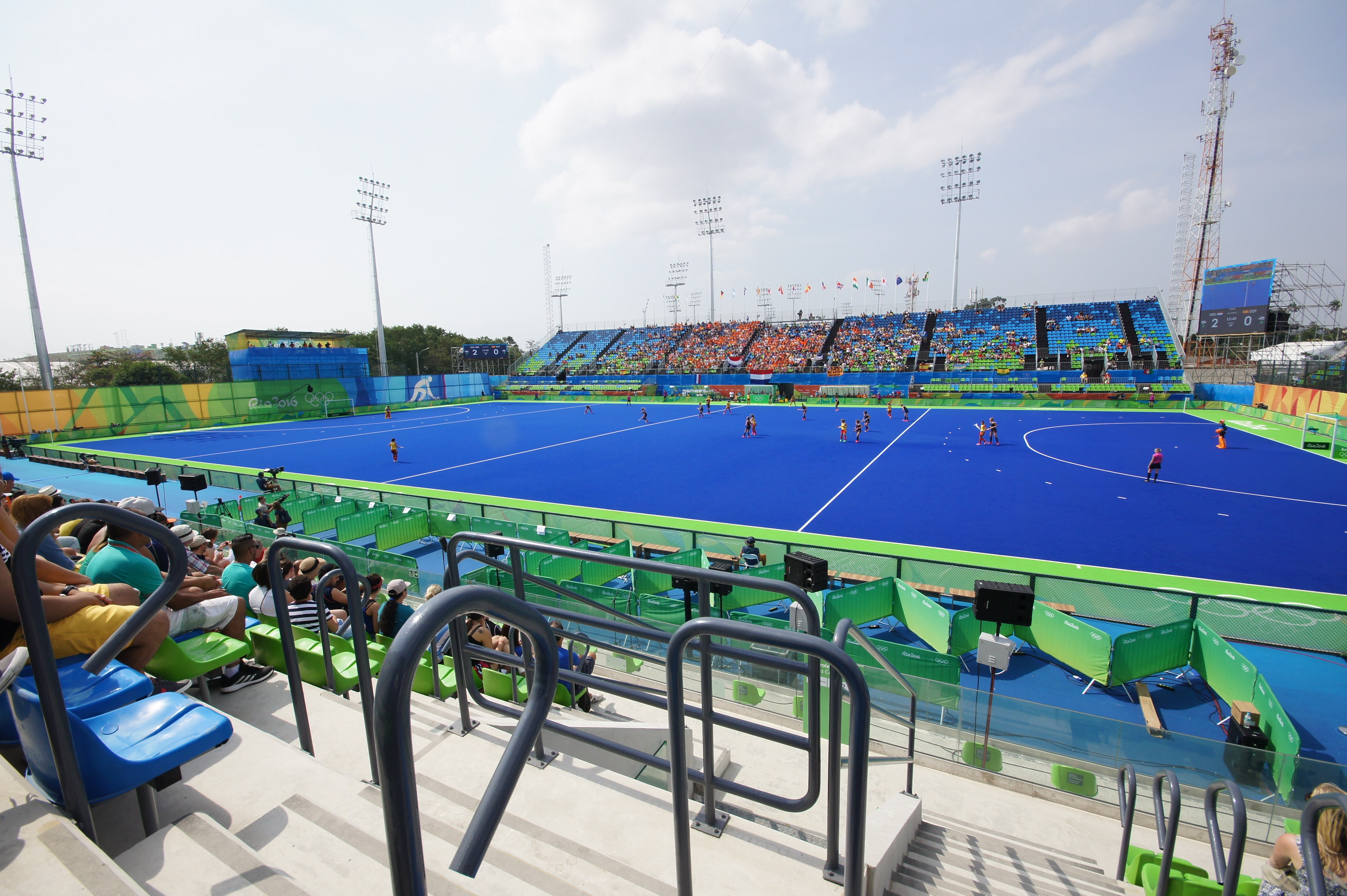
Centro Olímpico de Hóquei onde foram disputados os eventos da modalidade.

- Torneio masculino (12 equipes)
- Torneio feminino (12 equipes)

## Qualificação
Foram colocadas em disputa vinte e duas vagas, onze para cada torneio, de um total de vinte e quatro vagas. Como o país-sede não utilizou sua vaga no feminino, mais uma vaga ficou disponível.
O Brasil tinha a possibilidade de uma vaga em cada um dos torneios, desde que estivesse entre os trinta melhores no ranking mundial masculino ou entre os quarenta no feminino, ao final de 2014, ou que terminasse os Jogos Pan-Americanos de 2015 entre os seis primeiros no masculino ou entre os sete primeiros no feminino. Com isso os anfitriões estiveram representados apenas no masculino, ao garantir a vaga no Pan de 2015. A equipe feminina não participou da competição continental e não possui equipe ranqueada, ficando ausente dos Jogos Olímpicos.
Cada Comitê Olímpico Nacional poderia se qualificar para a competição masculina e feminina, com base nos campeonatos continentais disputados entre 2014 e 2015 e nos resultados de duas semifinais da Liga Mundial de 2014–15, conforme definido pela Federação Internacional de Hóquei.
| Competição | Data                                                                  | Local                                      | Masculino          | Feminino           |
| --- | --------------------------------------------------------------------- | ------------------------------------------ | ------------------ | ------------------ |
| País-sede | 21 de julho de 2015                                                   | Toronto1                                   | BRA Brasil         |                    |
| Jogos Asiáticos 2014 | 20 de setembro a 2 de outubro de 2014                                 | Incheon                                    | IND Índia          | KOR Coreia do Sul  |
| Liga Mundial da FIH 2014–15 Semifinais | Masculino: 3 a 14 de junho de 2015 Feminino: 10 a 21 de junho de 2015 | Masculino: Buenos Aires Feminino: Valência | GER Alemanha       | CHN China          |
| Liga Mundial da FIH 2014–15 Semifinais | Masculino: 3 a 14 de junho de 2015 Feminino: 10 a 21 de junho de 2015 | Masculino: Buenos Aires Feminino: Valência | CAN Canadá         | GER Alemanha       |
| Liga Mundial da FIH 2014–15 Semifinais | Masculino: 3 a 14 de junho de 2015 Feminino: 10 a 21 de junho de 2015 | Masculino: Buenos Aires Feminino: Valência | ESP Espanha        | ARG Argentina      |
| Liga Mundial da FIH 2014–15 Semifinais | Masculino: 3 a 14 de junho de 2015 Feminino: 10 a 21 de junho de 2015 | Masculino: Buenos Aires Feminino: Valência | NZL Nova Zelândia2 | ESP Espanha2       |
| Liga Mundial da FIH 2014–15 Semifinais | 20 de junho a 5 de julho de 2015                                      | Antuérpia                                  | BEL Bélgica        | NED Países Baixos  |
| Liga Mundial da FIH 2014–15 Semifinais | 20 de junho a 5 de julho de 2015                                      | Antuérpia                                  | GBR Grã-Bretanha   | NZL Nova Zelândia  |
| Liga Mundial da FIH 2014–15 Semifinais | 20 de junho a 5 de julho de 2015                                      | Antuérpia                                  | IRL Irlanda        | IND Índia          |
| Liga Mundial da FIH 2014–15 Semifinais | 20 de junho a 5 de julho de 2015                                      | Antuérpia                                  | JPN Japão1         |                    |
| Jogos Pan-Americanos de 2015 | 13 a 25 de julho de 2015                                              | Toronto                                    | ARG Argentina      | USA Estados Unidos |
| Campeonato Europeu de Nações 20153 | 21 a 30 de agosto de 2015                                             | Londres                                    | NED Países Baixos  | GBR Grã-Bretanha   |
| Copa da Oceania 2015 | 21 a 25 de outubro de 2015                                            | Stratford                                  | AUS Austrália      | AUS Austrália      |
| Campeonato Africano de Hóquei 20152 | 23 de outubro a 1 de novembro de 2015                                 | Randsburg                                  | —                  | —                  |
| Total | Total                                                                 | Total                                      | 12                 | 12                 |
| ↑1 – O Brasil terminou em quarto lugar no masculino do Pan 2015 e garantiu sua vaga de país-sede. Como não participou no feminino, nem possui equipe feminina ranqueada a vaga de país-sede foi realocada para o Japão. ↑2 A África do Sul venceu os dois torneios continentais, mas um acordo entre o Comitê Olímpico Sul-Africano e o COI definiu que os torneios continentais não seriam considerados para a qualificação para os Jogos do Rio. As vagas foram redistribuídas para os mais bem classificados na Liga Mundial, Nova Zelândia no masculino e Espanha, no feminino. ↑3 Os países do Reino Unido participam de forma independente no continental. A Inglaterra foi a campeã no feminino. |                                                                       |                                            |                    |                    |

## Calendário
|           | Sábado 6 ago | Domingo 7 ago | Segunda 8 ago | Terça 9 ago | Quarta 10 ago | Quinta 11 ago | Sexta 12 ago | Sábado 13 ago | Domingo 14 ago | Segunda 15 ago | Terça 16 ago | Quarta 17 ago | Quinta 18 ago | Sexta 19 ago |
| --------- | ------------ | ------------- | ------------- | ----------- | ------------- | ------------- | ------------ | ------------- | -------------- | -------------- | ------------ | ------------- | ------------- | ------------ |
| Feminino  | Grupos       | Grupos        | Grupos        |             | Grupos        | Grupos        | Grupos       | Grupos        |                | Quartas        |              | Semi          |               | Final        |
| Masculino | Grupos       | Grupos        | Grupos        | Grupos      | Grupos        | Grupos        | Grupos       |               | Quartas        |                | Semi         |               | Final         |              |

## Medalhistas
Entre os masculinos, a Argentina derrotou a Bélgica na final para ser pela primeira vez campeã olímpica da modalidade, enquanto a Alemanha superou a Holanda na atribuição da medalha de bronze. No torneio feminino, a Grã-Bretanha derrotou os Países Baixos na final para conquistar o ouro, enquanto a Alemanha superou a Nova Zelândia na disputa do bronze.
| Evento             | Ouro | Prata | Bronze |
| ------------------ | --- | --- | --- |
| Masculino detalhes | Juan Manuel Vivaldi Gonzalo Peillat Juan Ignacio Gilardi Pedro Ibarra Facundo Callioni Lucas Rey Matías Paredes Joaquín Menini Lucas Vila Luca Masso Ignacio Ortiz Juan Martín López Juan Manuel Saladino Isidoro Ibarra Matías Rey Manuel Brunet Agustín Mazzilli Lucas Rossi ARG Argentina | 0 Arthur Van Doren John-John Dohmen Florent van Aubel Sebastien Dockier Cédric Charlier Gauthier Boccard Emmanuel Stockbroekx Thomas Briels Felix Denayer Vincent Vanasch Simon Gougnard Loïck Luypaert Tom Boon Jérôme Truyens Elliot Van Strydonck Tanguy Cosyns BEL Bélgica  | 0 Nicolas Jacobi Mathias Müller Linus Butt Martin Häner Moritz Trompertz Mats Grambusch Christopher Wesley Timm Herzbruch Tobias Hauke Tom Grambusch Christopher Rühr Martin Zwicker Moritz Fürste Florian Fuchs Timur Oruz Niklas Wellen GER Alemanha                         |
| Feminino detalhes  | 0 Maddie Hinch Laura Unsworth Crista Cullen Hannah Macleod Georgie Twigg Helen Richardson-Walsh Susannah Townsend Kate Richardson-Walsh Sam Quek Alex Danson Giselle Ansley Sophie Bray Hollie Webb Shona McCallin Lily Owsley Nicola White GBR Grã-Bretanha                                 | 0 Joyce Sombroek Xan de Waard Kitty van Male Laurien Leurink Willemijn Bos Marloes Keetels Carlien Dirkse van den Heuvel Kelly Jonker Maria Verschoor Lidewij Welten Caia van Maasakker Maartje Paumen Naomi van As Ellen Hoog Margot van Geffen Eva de Goede NED Países Baixos | Nike Lorenz Selin Oruz Anne Schröder Lisa Schütze Charlotte Stapenhorst Katharina Otte Janne Müller-Wieland Hannah Krüger Jana Teschke Lisa Altenburg Franzisca Hauke Cécile Pieper Marie Mävers Annika Sprink Julia Müller Pia-Sophie Oldhafer Kristina Reynolds GER Alemanha |

## Quadro de medalhas
| Ordem | País              | Medalha de ouro | Medalha de prata | Medalha de bronze |   | Ordem por total |
| ----- | ----------------- | --------------- | ---------------- | ----------------- | - | --------------- |
| 1     | ARG Argentina     | 1               |                  |                   | 1 | 2               |
|       | GBR Grã-Bretanha  | 1               |                  |                   | 1 | 2               |
| 3     | BEL Bélgica       |                 | 1                |                   | 1 | 2               |
|       | NED Países Baixos |                 | 1                |                   | 1 | 2               |
| 5     | GER Alemanha      |                 |                  | 2                 | 2 | 1               |
| TOTAL | TOTAL             | 2               | 2                | 2                 | 6 | —               |